# Dieter Schubert
Dieter Schubert, född den 11 augusti 1943 i Pirna-Copitz i Tyskland, är en östtysk roddare.
Han tog OS-guld i fyra utan styrman i samband med de olympiska roddtävlingarna 1972 i München.